# Lomechusoides inflatiformis
Lomechusoides inflatiformis (лат.) — вид мирмекофильных жуков-стафилинид из подсемейства Aleocharinae. Название отражает сходство нового вида с L. inflatus.

## Распространение
Монголия.

## Описание
Коротконадкрылые жуки, длина около 5 мм. Тело светло-красновато-коричневое, за исключением коричневых усиков, наличника, лабрума, бескрайнего пятна на темени, диска переднеспинки, переднего края видимых тергитов III—VII, латеральной части видимых стернитов III—IV и большей части передних краев видимых стернитов V—VII коричневого цвета. Брюшко: видимый тергит II плотно пунктирован и сетчатый, видимые тергиты III—V с плотной и видимые тергиты VI—VII с очень редкой пунктировкой по заднему краю и с несколькими мелкими точками на боковых частях, видимый тергит II неровно, слабо микроскульптурирован, III—V неровно, очень слабо почти незаметно микроскульптурирован, видимые тергиты VI—VII неровно микроскульптурированы только по боковым сторонам. Вид L. inflatiformis отличается от L. drobovi, L. chekanovskiyi и L. poppiusi по двухцветному пронотуму. От L. inflatus он отличается распространенным светло-рыжеватым цветом боковых краев переднеспинки, почти незаметными бугорками на диске переднеспинки и редуцированными волосками на антенномерах III—IV у самцов; кроме того, участок на задней части головы более бледный. Вид был впервые описан в 2023 году группой энтомологов из Словакии (Tomáš Jászay, Peter Hlaváč) и Чехии (Petr Baňař).